# Łazy (Varsovie-ouest)
Pour les articles homonymes, voir Łazy.
Łazy [ˈwazɨ] est un village polonais, situé dans la gmina de Kampinos, dans la Powiat de Varsovie-ouest et la voïvodie de Mazovie dans le centre-est de la Pologne.
Il se situe à environ 4 kilomètres à l'ouest de Kampinos, 28 kilomètres à l'ouest d'Ożarów Mazowiecki et à 42 kilomètres à l'ouest de Varsovie.
Le village a une population de 256 habitants en 2000.